# インターセックス・フラッグ

インターセックス・フラッグ

インターセックス・フラッグは、2013年7月にIntersex Human Rights Australia（Organisation Intersex International Australiaとしても知られる）のMorgan Carpenterによって作成された、インターセックスの人のための旗である。旗は、「派生的ではなく、意味がしっかりと根付いている（that is not derivative, but is yet firmly grounded in meaning）」ものとしてデザインされた。中央の円については、次のように説明されている。「欠けることがなく、装飾されることもなく、全体性と完全性と私たちの潜在力をシンボライズしています。私たちは今でも、身体の自律と生殖器の完全性のために戦い続けており、これは私たちが望む自分と自分のあり方に対する権利を象徴しています。」は、「いかなるインターセックスの人物または組織でも、コミュニティの文脈を肯定する人権のために使用するために」自由に利用できると記述している。

## 使用法
さまざまなメディアや人権組織によって使われてきた。2018年6月、インターセックスの活動家がUtrecht Canal Prideに参加し、この旗を振った。
2018年5月、ニュージーランドが国会の外でインターセックス・フラッグを掲揚した最初の国となった。

## ギャラリー

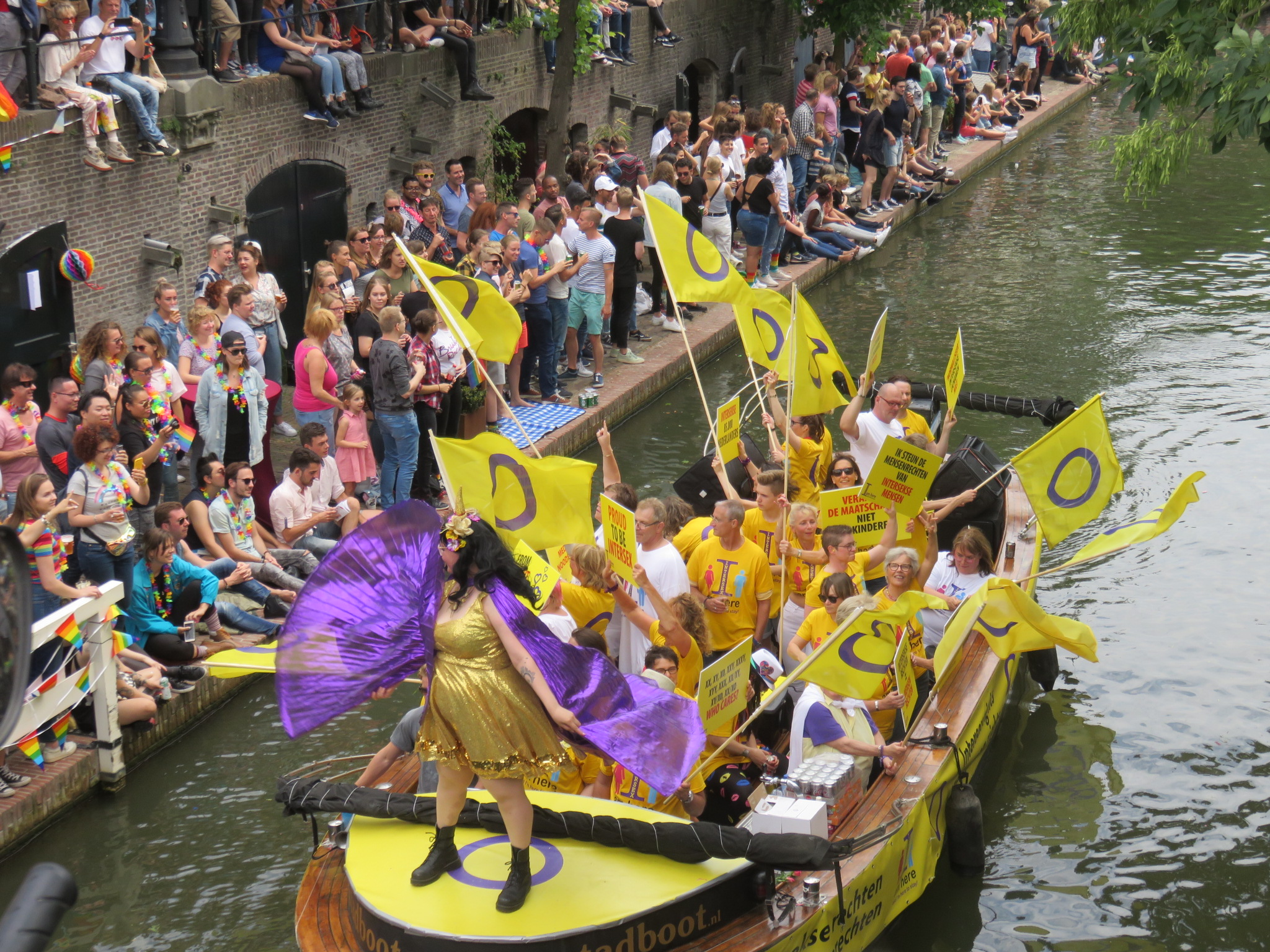
2018年6月16日、オランダのUtrecht Canal Prideで、ボートに乗っているインターセックスの活動家たち
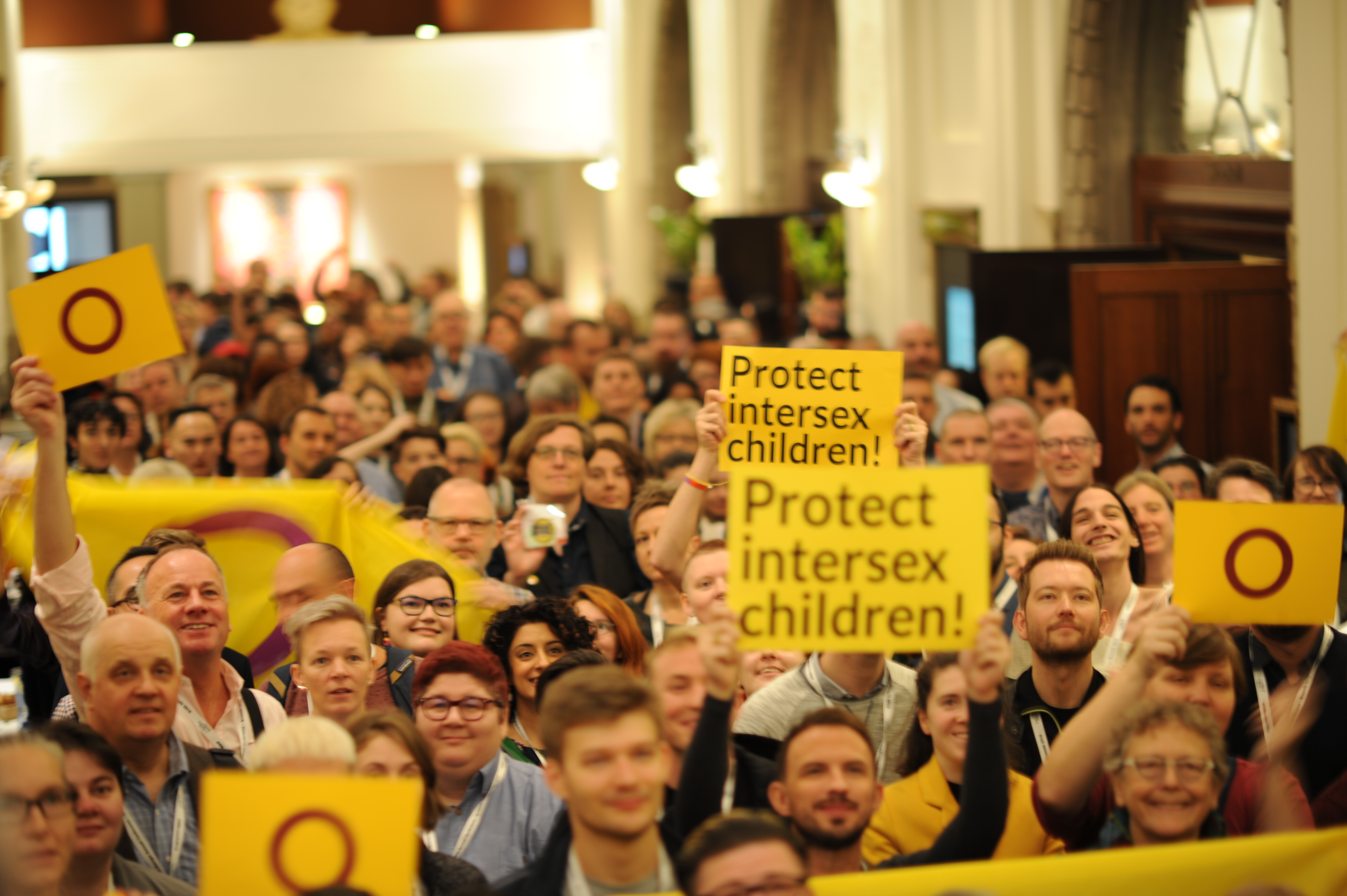
2018年のインターセックス啓発デー に行われた、ILGA-Europe（英語版） conference 2018の参加者たち
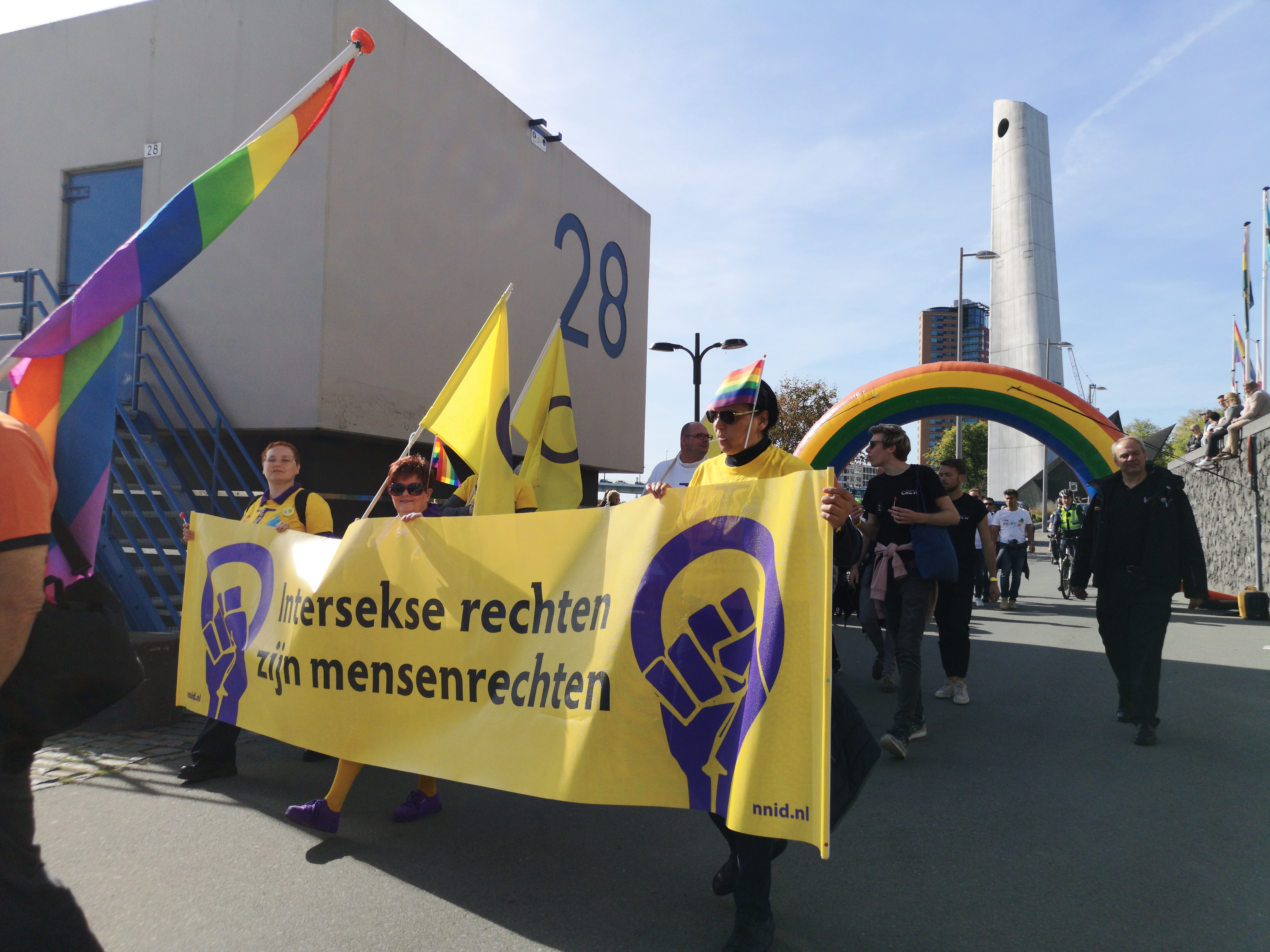
2018年オランダ、Rotterdam Pride
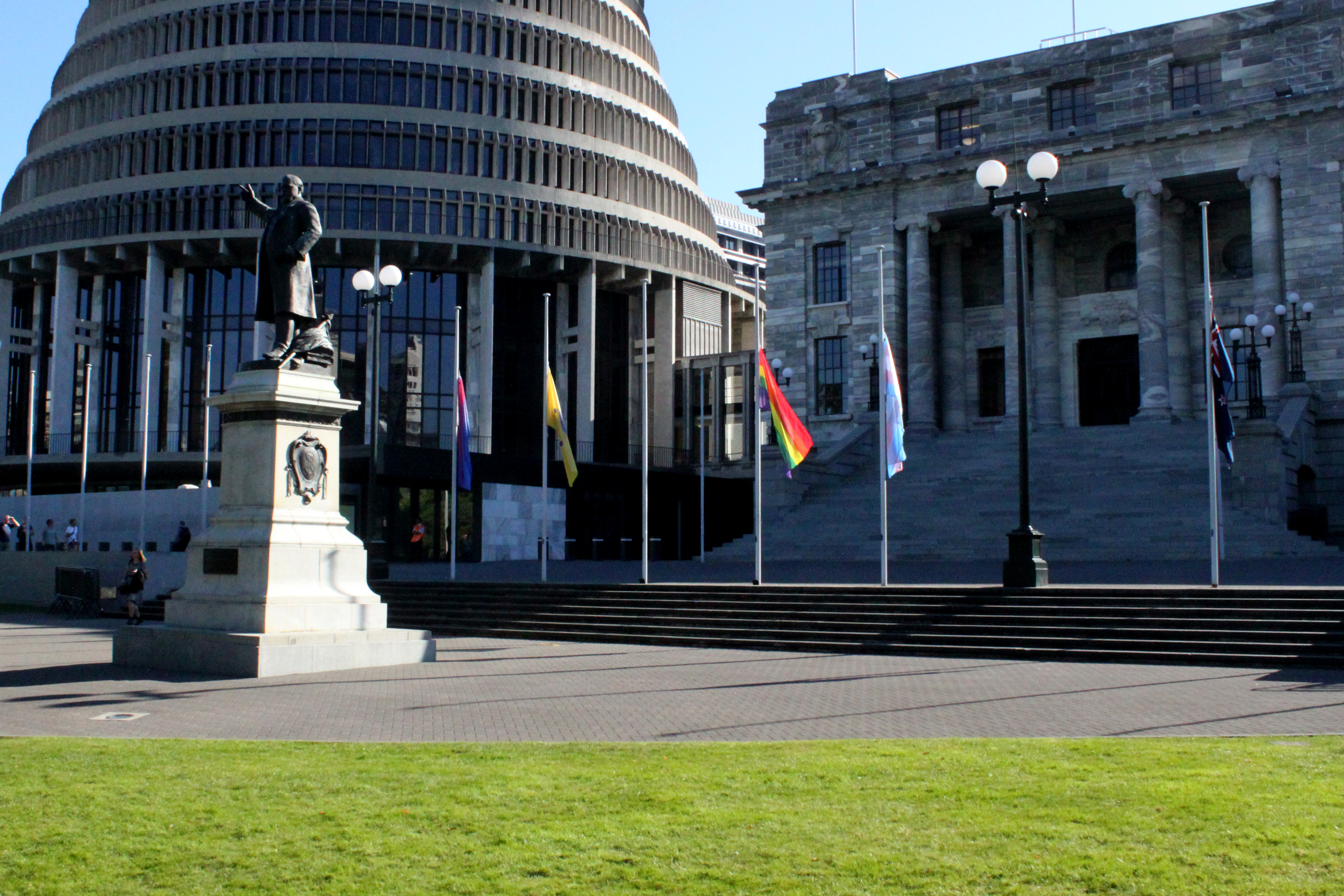
2019年3月18日、ニュージーランド国会議事堂の外で、2019年3月15日のクライストチャーチモスク銃乱射事件で死亡した人々の追憶として半旗ではためく旗